# Nikolai Dobroliúbov
Nikolai Aleksandróvitx Dobroliúbov (en rus: Николай Александрович Добролюбов) (5 de febrer del 1836 - 29 de novembre del 1861), fou un publicista i crític literari rus.
Era fill d'un sacerdot i antic estudiant de teologia, col·laborà com a mestre seu a El Contemporani, on van aparèixer els seus Articles crítics sobre literatura.
Dobroliúbov és el vertader creador de la crítica que empra el pretext d'una obra literària per parlar dels problemes més diversos, morals, socials i polítics. El seu nom està principalment unit al compromís de l'obra d'Ostrovski i de Gontxarov, que analitzà críticament, sense oblidar tampoc Puixkin, Lérmontov, Belinski, etc.
Tracta de diverses qüestions relacionades amb la literatura, com per exemple, la mesura en què l'element popular o nacional va participar en el desenvolupament de les lletres.
La seva postura com a crític es basava en l'anàlisi de dos punts fonamentals: la realitat -impossible d'abstraure- i l'art -unit a la realitat, però diferent.
Aquesta interpretació directa de la realitat determinà el futur de la crítica literària russa.